# Provimi

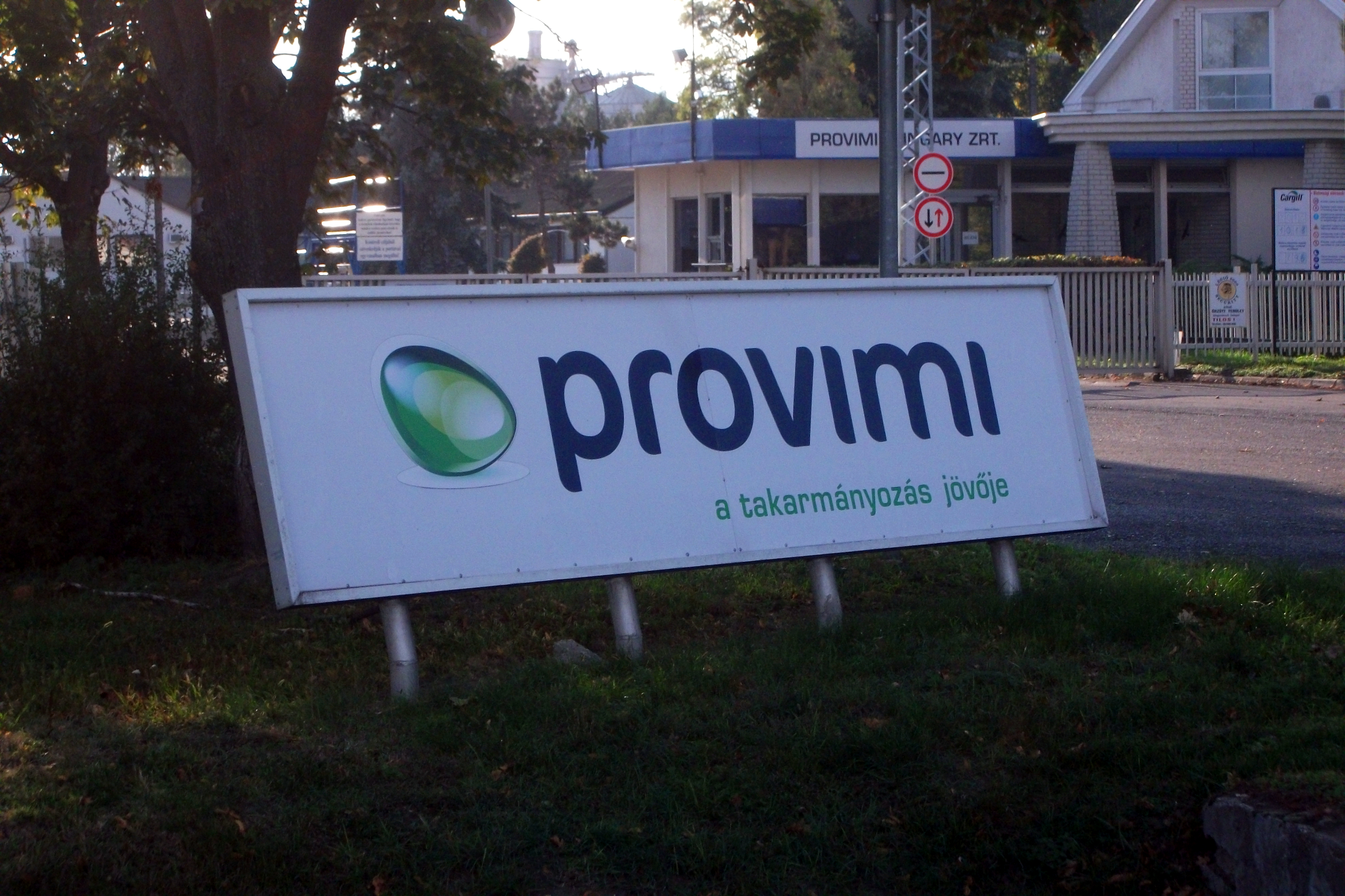
A Provimi logója Zichyújfalu község takarmánygyárának bejárata előtt

A Provimi állati takarmányok gyártására specializálódott, hollandiai alapítású vállalat.

## Története
A Provimit 1927-ben alapították Rotterdamban.
2011-ben a Cargill felvásárolta a Provimit 1,5 milliárd euróért.
Zichyújfalui takarmánygyárát 2013. március 29-ével bezárta a Cargill, amivel 50 ember vesztette el a munkahelyét. Zichyújfalu község önkormányzata évi 20 millió forintnyi adótól esik el a takarmánygyár bezárásának köszönhetően.

## Galéria

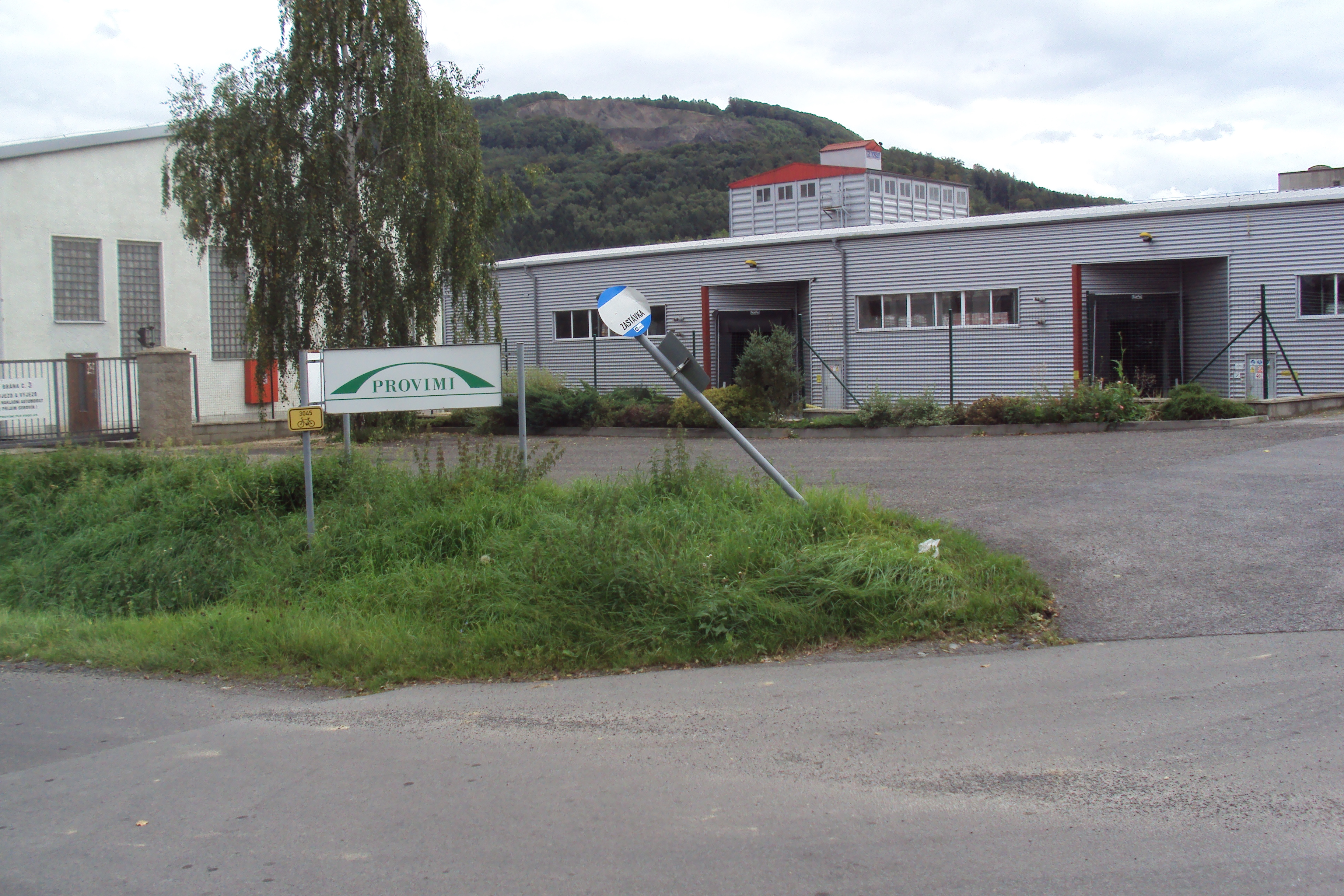
Provimi telephelye a csehországi Brniště-ben.
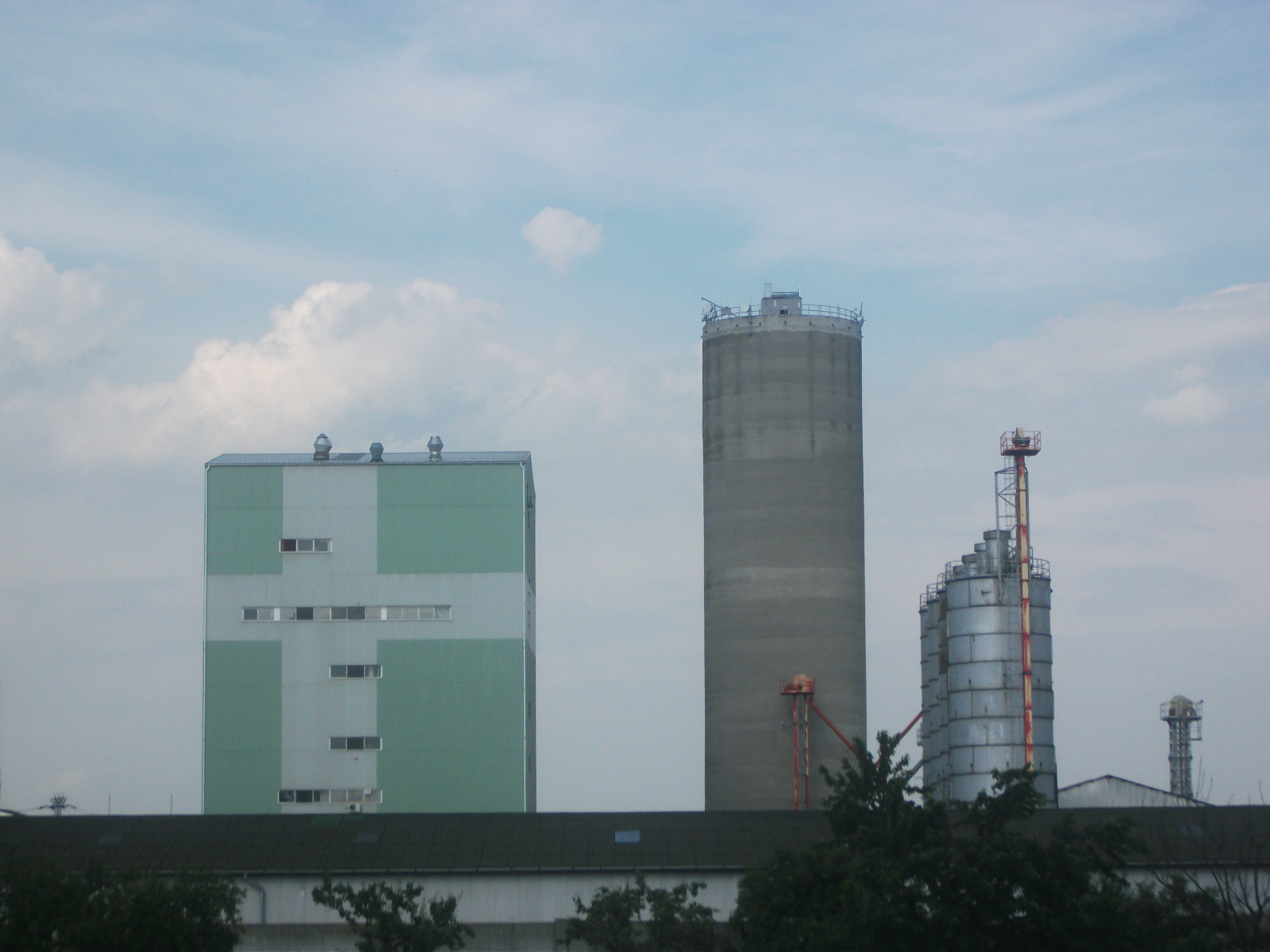
A Provimi takarmánygyárának épületei Zichyújfaluban

## Fordítás
Ez a szócikk részben vagy egészben  a   Provimi című angol Wikipédia-szócikk ezen változatának fordításán alapul.  Az eredeti cikk szerkesztőit annak laptörténete sorolja fel. Ez a jelzés csupán a megfogalmazás eredetét és a szerzői jogokat jelzi, nem szolgál a cikkben szereplő információk forrásmegjelöléseként.